# 海伦娜·维希涅夫斯卡
海伦娜·维希涅夫斯卡（波蘭語：Helena Wiśniewska，1999年4月18日—），波兰女子皮划艇运动员。她曾代表波兰参加2020年夏季奥林匹克运动会皮划艇比赛，获得女子四人皮艇500米铜牌。